# Referendo sobre a independência do Turcomenistão em 1991
Um referendo sobre a independência da República Socialista Soviética do Turquemenistão foi realizado em 26 de outubro de 1991. Os eleitores foram inquiridos sobre duas questões:
1. Você concorda com o estabelecimento legislativo do Turquemenistão como um Estado democrático independente?
2. Você apoia a declaração do Presidente e do Soviete Supremo da República Socialista Soviética do Turquemenistão "Sobre a Política Externa e Interna do Turquemenistão" e as atividades práticas para a sua implementação?

Ambos foram aprovados por mais de 93% dos eleitores.  O comparecimento dos eleitores foi de 97,4%.

## Resultados

### Independência
| Opções                            | Votos     | %     |
| --------------------------------- | --------- | ----- |
| Favorável                         | 1.707.725 | 94.06 |
| Contrário                         | 107.693   | 5.94  |
| Votos inválidos / em branco       |           | –     |
| Total                             | 1.815.418 | 100   |
| Eleitores registrados / afluência | 1.864.142 | 97.38 |
| Fonte: Direct Democracy           |           |       |

### Segunda questão
| Opções                            | Votos     | %     |
| --------------------------------- | --------- | ----- |
| Favorável                         |           | 93.5  |
| Contrário                         |           | 6.5   |
| Votos inválidos / em branco       |           | –     |
| Total                             | 1'815'418 | 100   |
| Eleitores registrados / afluência | 1.864.142 | 97.38 |
| Fonte: Direct Democracy           |           |       |